# Bezirk Komotau (Königreich Böhmen)
Der Bezirk Komotau (tschechisch Okresní hejtmanství Chomůtov, politický okres Chomutov) war ein Politischer Bezirk im Königreich Böhmen. Der Bezirk umfasste Gebiete im Nordwesten Böhmens im Okres Chomutov. Sitz der Bezirkshauptmannschaft war die Stadt Komotau (Chomůtov). Das Gebiet gehörte seit 1918 zur neu gegründeten Tschechoslowakei und ist seit 1993 Teil Tschechiens.

## Geschichte
Die modernen, politischen Bezirke der Habsburgermonarchie wurden 1868 im Zuge der Trennung der politischen von der judikativen Verwaltung geschaffen.
Der Bezirk Komotau wurde 1868 aus den Gerichtsbezirken Komotau (tschechisch soudní okres Chomůtov), Görkau (Jirkov) und Sebastiansberg (Bastianperk) gebildet.
Im Bezirk Komotau lebten 1869 43.993 Personen, wobei der Bezirk ein Gebiet von 8,8 Quadratmeilen und 59 Gemeinden umfasste.
1890 beherbergte der Bezirk 65.079 Menschen, die auf einer Fläche von 504,04 km² bzw. in 83 Gemeinden lebten.
Der Bezirk Komotau umfasste 1910 eine Fläche von 504,01 km² und eine Bevölkerung von 74.774 Personen. Von den Einwohnern hatten 1910 71.537 Deutsch als Umgangssprache angegeben. Weiters lebten im Bezirk 2.058 Tschechischsprachige und 1.179 Anderssprachige oder Staatsfremde.

## Gemeinden
Der Bezirk Komotau umfasste Ende 1914 die 83 Gemeinden Tschernowitz (Černovice), Rothenhaus (Červený Hrádek), Komotau (Chomutov), Tenetitz (Denětice), Domina (Domina), Bartelsdorf (Dřínov), Türmaul (Drmaly), Trauschkowitz (Droužkovice), Seestadtl (Ervěnice), Holtschitz (Holešice), Holletitz (Holetice), Sebastiansberg (Bastianperk), Oberdorf (Horní Ves), Hoschitz (Hošnice), Sperbersdorf (Hrádečná), Hruschowan (Hrušovany), Ulmbach (Jilmová), Görkau (Jirkov), Kallich (Kalek), Deutschkralupp (Německé Kralupy), Schönlind (Krásná Lípa), Körbitz (Krbice), Krima (Křimov), Kunnersdorf (Kundratice), Quinau (Květnov), Losan (Lažany), Liebisch (Libonš), Glieden (Lideň), Kleinpriesen (Malé Březno), Malkau (Málkov), Märzdorf (Merzdorf), Gersdorf (Gerštorf), Platz (Místo), Kienhaid (Načetín I), Natschung (Vnače),
Naschau (Naší), Nokowitz (Nebovazy), Negranitz (Nechranice), Neosablitz (Nezabylice), Neudorf (Nová Ves), Neundorf an der Biela (Novosedly nad Bělou), Ukkern (Okořín), Uhrissen (Orasín), Udwitz (Otvice), Pößwitz (Pesvice), Reizenhain (Pohraniční), Pritschapl (Přečaply), Stolzenhan (Pyšná), Retschitz (Račice), Rodenau (Radenov), Schergau (Šerchov), Skyrl (Škrle), Sporitz (Spořice), Strahn (Stranná), Tschoschl (Stráž), Troschig (Strážky), Stresau, auch Strössau (Střezov), Trupschitz (Strupčice), Dörnthal (Suchdol), Zuscha (Sušany), Eidlitz (Údlice), Witschitz (Vičice), Wurzmes (Vrskmaň), Tschern (Všehrdy), Schößl (Všestudy), Sonnenberg (Suniperk), Wisset (Vysoká), Hohentann (Vysoká Jedle), Bernau (Zákoutí), Salesel (Zálezly), Sosau (Zásada) und Grün (Zelená).